# Homo ergaster
Homo ergaster es un homínido extinto, que vivió en África, se estima que hace entre 1,9 y 1,4 millones de años, en el Calabriense (Pleistoceno medio).
Sus primeros restos fueron encontrados en 1975 en Koobi Fora (Kenia); se trata de, al menos, dos cráneos (KNM-ER 3733, tal vez femenino, y KNM-ER 3883) de hace 1,75 millones de años cuyo cerebro tenía un tamaño estimado en unos 850 cm³. En 1984 fue descubierto en Nariokotome, cerca del lago Turkana (Kenia), el esqueleto completo de un individuo de unos 11 años, 1,60 m de estatura y cerebro de 880 cm³, con una antigüedad de 1,6 millones de años; se conoce como el niño de Nariokotome.
El Homo ergaster procede probablemente de Homo habilis y es descrito por algunos autores como el antecesor africano de Homo erectus. Algunos especialistas consideran que pueden haber sido una única especie, debido a su gran parecido anatómico, en cuyo caso tendría prioridad su denominación como Homo erectus, pero parece asentarse la aceptación de dos especies diferentes.

## Características
El Homo ergaster tiene un cráneo menos robusto y con toros supraorbitales menos acusados que los Homo erectus asiáticos, y se asocia, en sus comienzos, a la Industria lítica olduvayense o modo 1, para luego pasar a la achelense o modo 2.
El Homo ergaster es muy diferente a los homínidos anteriores y muestra cambios anatómicos importantes:
- La talla y proporción del cuerpo es similar a la nuestra.
- En la edad adulta, Homo ergaster tenía, en promedio, una estatura de 1,6 m, un peso de 65 kg y cerebros de 850 cm³, aproximadamente la mitad del tamaño del nuestro.
- Para cazar y cortar su comida, Homo ergaster fabricó hachas de piedra con lajas de doble filo, un estilo de fabricación denominado achelense o industria de modo 2.
- Para cazar con efectividad, Homo ergaster trabajó en colectividad, de modo que la cooperación era la clave para su éxito, lo que rápidamente pudo llevarlos al desarrollo del habla.[cita requerida]
- Homo ergaster pudo haber pintado su cuerpo con ocre rojo (un mineral que se encuentra en la tierra).[cita requerida]
- El cerebro tuvo un aumento importante de volumen, rondando los 850 cm³.
- Homo ergaster aprendió a hacer fuego; así, pudieron vivir en lugares más fríos y lograr una variedad de comida más amplia, al cocinar ciertos alimentos.

Es muy posible que la duración de su infancia, su adolescencia y su vida adulta fuera intermedia entre las del chimpancé y el ser humano moderno.[cita requerida]
A diferencia de Homo habilis, se reconoce en el uso de la tecnología de modo 2 o achelense, la búsqueda deliberada y, por tanto, consciente de instrumentos de forma predeterminada.[cita requerida]
A excepción del cráneo, tanto Homo erectus como Homo ergaster tienen una constitución física bastante parecida a la del Homo sapiens, siendo similar en estatura, aunque en general son de complexión más robusta y fuerte, y tienden a ser algo más anchos de caderas. Las proporciones de piernas y brazos ya son totalmente modernas.[cita requerida]

## Comportamiento

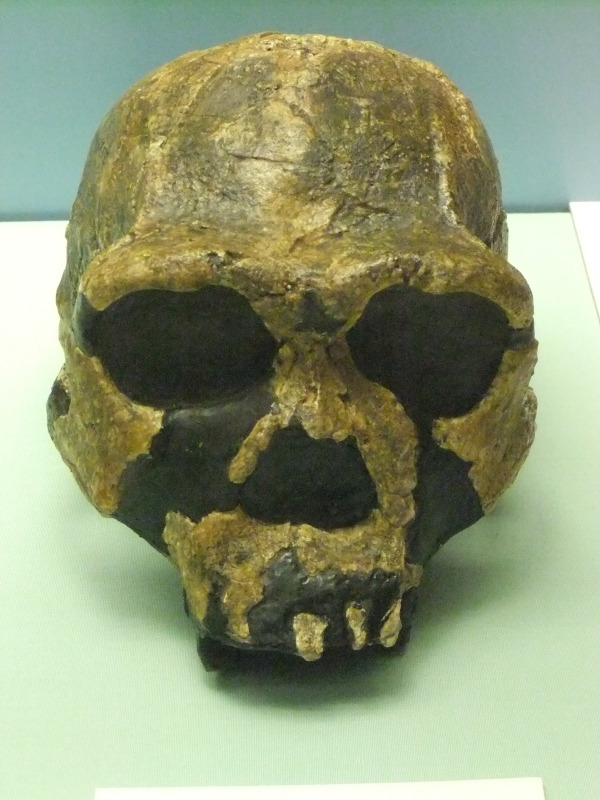

Se cree que el Homo ergaster pudo ser el primer homínido con capacidad para el lenguaje articulado. Sin embargo, la estructura de las vértebras cervicales del Niño de Nariokotome parece refutar tal hipótesis, aunque puede ser una anomalía.
No hay evidencias arqueológicas de que el Homo ergaster hiciera uso del pensamiento simbólico (como el arte figurativo), pero las capacidades bien desarrolladas cerebrales y físicas podrían sugerir alguna forma de comunicación lingüística o simbólica.
Dentro de las hipótesis probables, se considera que los Homo ergaster pueden haber sido los primeros homínidos en establecer relaciones sociales complejas, precisamente facilitadas por los primordios de lenguaje oral articulado que se vería acompañado por un gran cerebro capacitado ya para elaborar rudimentarias abstracciones (como metáforas: si observaban la huella de un animal, es muy probable que rápidamente pudieran imaginar a qué animal correspondía tal huella, siendo esto posible por el suficiente desarrollo de las áreas corticales prefrontales y frontales del cerebro junto con las del lenguaje —véase lateralización del lenguaje—). Los artefactos de la ya mencionada industria lítica correspondientes a los H. ergaster son muy refinados.
También se supone que son los primeros ancestros de la humanidad cuya esclerótica blanca resultaba ya muy notoria, haciendo contraste con las pupilas; si esto ocurría es también probable que cada individuo Homo ergaster pudiera establecer una primitiva teoría de la mente, por la cual podría "intuir" los estados afectivos o "anímicos" de sus congéneres observando sus miradas. Sin embargo, se considera que no estaban capacitados para tener una imaginación que les hiciera proyectar pensamientos a futuro de largo plazo (de hecho el promedio de vida de los Homo ergaster habría de ser escaso y poquísimos individuos superarían los 20 años de edad).[cita requerida]

## Principales yacimientos
- Konso Gardula (Etiopía)
- Oeste del Lago Turkana (Kenia)
- Koobi Fora (Kenia)
- Norte de la Depresión de Afar (Eritrea)[11]